# De bollen van Rokan
De bollen van Rokan is het derde album in de Soeperman-reeks.

## Synopsis
De Nar, een gebocheld booswicht, steelt de bollen van Rokan, waarmee hij bovennatuurlijke krachten kan oproepen. Soeperman probeert dit te verhinderen, maar ook Auguust en Benitoo azen op de bollen. Hun speurtocht brengt hen naar het Hymilila-gebergte. Nadat een van de bollen vernietigd wordt, belandt iedereen in Andersom, een weinig idyllische wereld, met harde hand geregeerd door Thuygh van den Righel, die al snel samenspant met de Nar.

## Uitgave
Dit album werd uitgegeven in Eppo WV Extra en in 1998 door Big Balloon in de zogenaamde Strips Extra-reeks.